# Guido Bausenhart
Guido Bausenhart (* 7. Dezember 1952) ist ein römisch-katholischer Theologe.

## Leben
Von 1974 bis 1982 studierte er katholische Theologie und Erziehungswissenschaft an der Universität Münster. Von 1980 bis 1986 war er persönlicher Referent von Bischof Georg Moser. Von 1987 bis 2001 leitete er die Berufseinführung der Pastoralassistent(inn)en der Diözese Rottenburg-Stuttgart. Nach der theologischen Promotion 1990 durch die Universität Tübingen und der Habilitation 1998 in Tübingen wurde er Privatdozent für das Fach Dogmatik. Von 2001 bis 2017 war er ordentlicher Professor für Katholische Theologie und Religionspädagogik (Schwerpunkt Systematische Theologie) am Institut für Katholische Theologie des Fachbereichs I der Universität Hildesheim. Parallel dazu hielt er Lehrveranstaltungen am Institut für Theologie und Religionspädagogik der Universität Hannover im Rahmen des Studiengangs Gymnasiales Lehramt/Lehramt für Berufliche Schulen.

## Werke (Auswahl)
- „In allem uns gleich außer der Sünde“. Studien zum Beitrag Maximos’ des Bekenners zur altkirchlichen Christologie. Mit einer kommentierten Übersetzung der „disputatio cum Pyrrho“ (= Tübinger Studien zur Theologie und Philosophie. Band 5). Mainz 1992, ISBN 3-7867-1643-9 (zugleich Dissertation, Tübingen 1990).
- Das Amt in der Kirche. Eine not-wendende Neubestimmung (= Theologische Bibliothek Töpelmann. Band 151). Freiburg im Breisgau/Basel/Wien 1999, ISBN 3-451-27175-3 (zugleich Habilitationsschrift, Tübingen 1998).
- Einführung in die Theologie. Genese und Geltung theologischer Aussagen (= Grundlagen Theologie). Freiburg im Breisgau/Basel/Wien 2010, ISBN 978-3-451-29609-3.
- Eine Frau im Konzil. Hedwig von Skoda (= Schriftenreihe Studien zur Kirchengeschichte. Band 28). Hamburg 2017, ISBN 3-8300-9196-6.